# Мартин Якуб
Мартин Якуб — український письменник, дизайнер і волонтер. Автор кримінальних романів "Не твоє собаче діло", "Мертві моделі". Фіналіст літературного конкурсу «Смолоскип-2018», довгі списки премії «Книга року BBC-2019».

## Життєпис
Мартин Якуб  (нар. 1981, Житомир) — український письменник. Народився у місті Житомир, у якому й закінчив середню школу та Житомирський міський ліцей при Житомирському державному технологічному університеті. У 1998-2004 роках вивчав політологію у Національному університеті «Києво-Могилянська академія».
На другому курсі університету був помічником голови юридичного апарату Верховної Ради. Працював аналітиком на виборах. Свого часу створив компанію Haizon Production, що спеціалізувалася на виготовлені фото- та відеореклами. Також Мартин Якуб є автором та ведучим інтелектуально-розважального шоу «Martyn Yakub Sho°», що популяризує літературу та українських письменників. У 2023 році став творцем проєкту «Живі «розстріляні». Проєкт складається з 15 фото, що згенеровані штучним інтелектом, на яких зображені представники Розстріляного Відродження. Дизайнер влучних графічних робіт на гостроактуальні теми сучасної війни РФ проти України.

## Про псевдонім письменника
Мартин – це ім’я прадіда по мамі, а Якуб – по татові.

## Літературна творчість
Автор двох кримінальних романів: «Мертві Моделі» (Смолоскип, 2019) і «Не твоє собаче діло»  (Віват, 2021).
Про що книжка "Мертві моделі"?
Це перший роман з серії кримінальних романів про Макса Ґедзя.
Анотація: Новоспечений приватний детектив без ліцензії, колишній АТОвець Макс Ґедзь отримує перше замовлення — знайти зниклу фотомодель, подругу київського мажора. Здається, це справа на кілька днів — детектив майже впевнений, що дівчина просто заховалася від свого нав’язливого кавалера. Проте Ґедзь навіть не підозрює, у що він вв’язався: хтось починає полювати на моделей…
Уривок із книжки: «Люди в Києві, особливо молодь, жили в якомусь своєму світі, що нібито обмежувався соціальними мережами й власним маленьким колом спілкування. А там самі лише чемні дівчата та хлопці, взаємопорятунок, захист тварин, наївні тусовки з фудкортами, концерти гурту Hurts. Цю свою вигадану реальність люди переносили на справжнє життя. І не помічали, що в світі є всіляка сволота на зразок грабіжників.».
Про що книжка "Не твоє собаче діло"?
Це другий роман з серії кримінальних романів про Макса Ґедзя.
Анотація: У детектива Макса Ґедзя нова справа: в автомобільній аварії, повертаючись від клієнта, гине юристка Марина, дружина впливового бізнесмена. Поліція списує все на нещасний випадок, однак чоловік вважає, що це вбивство і наймає колишнього однокласника розслідувати цю справу.
Та чи зможе Макс забути шкільні образи й розплутати цю історію у якій фігурують убивця психопат, свідки, яким не можна довіряти, дівчина, яка викликає симпатію та собаки... Багато собак!
Уривок із книжки: «Коли ти маленька, ти бачиш світ у яскравих кольорах. Найстрашніше, що з тобою може статися, живе або в твоїх фантазіях, або в книжках. Не існує ні зла, ні насильства, всі люди добрі. Так же нас вчать? У кожному є щось хороше, і це хороше завжди перемагає. Людям потрібно допомагати. Потрібно бути хорошим, терплячим, і всі будуть чинити так і з тобою. Коли ти трошки підростаєш, то стикаєшся з тим, що існують люди, котрі роблять речі, які вибиваються з твого уявлення про світ. Вони порушують правила. Але десь тоді в тобі з’являється і впевненість у тому, що цих порушників буде покарано. Тебе захистять батьки, друзі, вчителі. Ну так? На крайній випадок є поліція, яку всі бояться, тому мають триста разів подумати, перш ніж зробити щось погане. Але потім... Потім приходить такий момент, коли ти розумієш: зло не просто існує, воно оточує тебе. Воно поглинає і руйнує все, чим ти є. І головне, що зло почувається безкарно. Воно всесильне. І це потрібно прийняти. Єдине, що ти можеш зробити, — це прийняти правила гри.».
«Мертві Моделі» Мартина Якуба на Goodreads
- Брав участь і презентував свої книжки на таких літературних фестивалях, як Форум видавців у Львові, Книжковий Арсенал у Києві, Зелена Сцена (фестиваль) у Чернігові тощо

## Нагороди
- 2 премія літературного конкурсу «Смолоскип-2018» за роман «Мертві Моделі»[1]
- фіналіст «Книга року BBC-2019» за роман «Мертві Моделі»[2]
- Має нагороди "Волонтер України", "Хрест громадянських заслуг", медаль "За гідність та патріотизм"

## Відео
- 5 канал, програма "За чай.com"
- UA: Культура, програма "Як дивитися кіно"
- [Архівовано 17 листопада 2021 у Wayback Machine.]MARKUS, підкаст «Мартин Якуб» - український детектив

## Рецензії
- Газета "День": Олег Коцарев. Детектив із соціальним акцентом [Архівовано 27 квітня 2019 у Wayback Machine.]
- ВВС: Анна Біленька."Мертві моделі": коли побутова сварка обертається серією вбивств" [Архівовано 19 січня 2021 у Wayback Machine.]
- lb.ua: Аліна Воловічева. Книга "Мертві моделі" Мартина Якуба [Архівовано 6 квітня 2019 у Wayback Machine.]
- Texty.org.ua: Євген Лакінський. «Мертві моделі» не гудуть: Скандинавський детектив у сучасному Києві